# HD 11624
HD 11624 è una stella arancione di magnitudine +6,28 situata nella costellazione di Andromeda. Dista forse 525 anni luce dal sistema solare.

## Osservazione

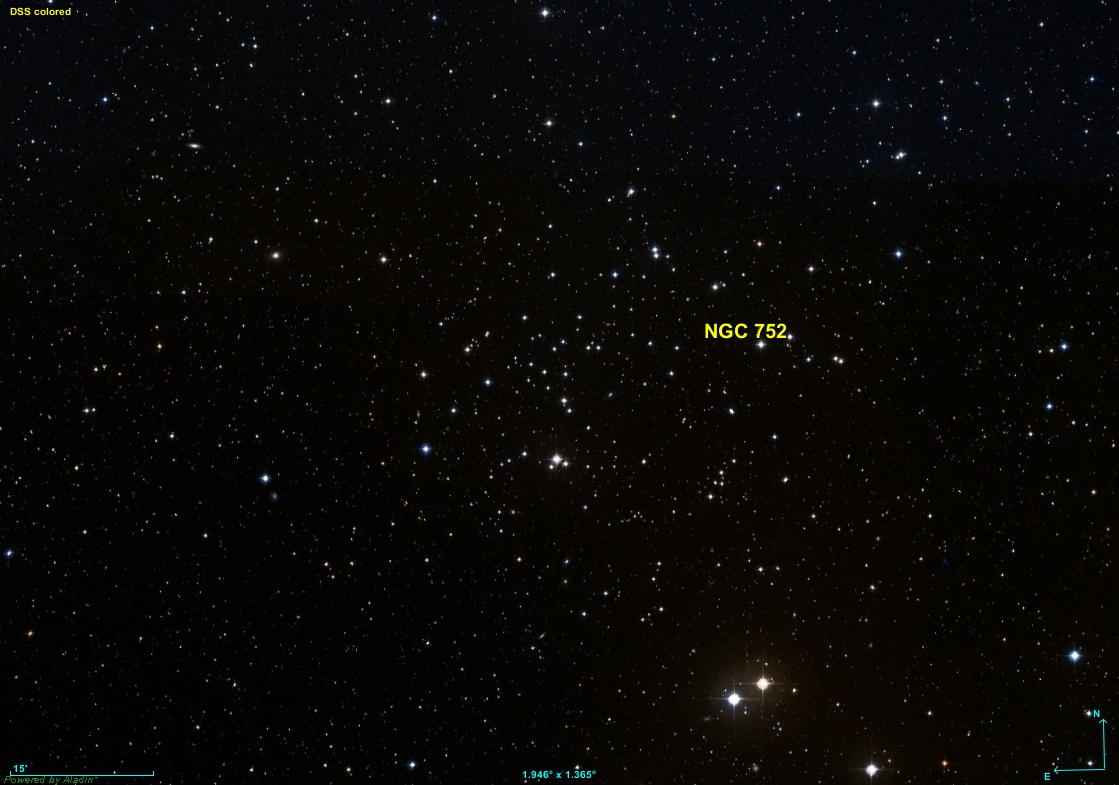
HD 11624 è visibile sul bordo inferiore di questa immagine dell'ammasso aperto NGC 752, in prossimità della binaria visuale formata dalle stelle 56 And e HD 11727.

Si tratta di una stella situata nell'emisfero celeste boreale. La sua posizione moderatamente boreale fa sì che questa stella sia osservabile specialmente dall'emisfero nord, in cui si mostra alta nel cielo nella fascia temperata; dall'emisfero australe la sua osservazione risulta invece più penalizzata, specialmente al di fuori della sua fascia tropicale. Essendo di magnitudine pari a 6,3, non è osservabile ad occhio nudo; per poterla scorgere è sufficiente comunque anche un binocolo di piccole dimensioni, a patto di avere a disposizione un cielo buio.
Il periodo migliore per la sua osservazione nel cielo serale ricade nei mesi compresi fra settembre e febbraio; nell'emisfero nord è visibile anche per un periodo maggiore, grazie alla declinazione boreale della stella, mentre nell'emisfero sud può essere osservata solo durante i mesi della tarda primavera e inizio estate australi.

## Caratteristiche fisiche
La stella è una stella arancione di tipo K; possiede una magnitudine assoluta di 0,25 e la sua velocità radiale negativa indica che la stella si sta avvicinando al sistema solare. Farebbe parte dell'ammasso aperto NGC 752, la cui distanza è però stimata sui 1490 anni luce.